# 경기향토소리
경기향토소리는 대한민국 경기도 용인 지역에 전승되고 있는 창부타령, 풍년가, 사설난봉가 등 민요 30종으로 구성돼 있다. 2017년 5월 10일 용인시의 향토문화재(향토민속) 제2호로 지정되었다.

## 개요
경기향토소리는 용인지역에 전승되고 있는 창부타령, 풍년가, 사설난봉가 등 민요 30종으로 구성돼 있으며, 용인백암 상여소리 등 경기토속민요와 산이제소리 등이 포함돼 있다.
최근순 선생은 용인 백암면 출신으로 어려서부터 할머니에게 산이제소리, 경기도당굿, 안성 시나위 등을 전수받고, 경기도당굿 보유자 故 오수복 선생에게 제석거리를 전수받는 등 용인을 중심으로 향토소리를 몸에 익혔다.
선생은 특히 가창능력이 뛰어나고 경기향토소리의 발성법과 창법을 다년간 연구하고 체계화했을 뿐 아니라 80여명의 제자를 양성하는 등 활발하게 전수교육을 펼치고 있다.

## 지정 취지
경기향토소리는 용인지역에서 전승되고 있는 민요를 종합적으로 이르는 종목으로 경기소리 12잡가, 백암상여소리, 안성 모내기소리, 노랫가락 등 민요를 포함한다. 예능을 보유하고 있는 최근순은 경기향토소리에 대한 해박한 지식과 함께 가창․전승능력을 겸비하고 있으며, 특히 현재는 가창자가 흔하지 않은 산이제 소리를 구사할 수 있어 향토성과 민속성, 희소성이 높다. 따라서 경기향토소리를 향토문화재(향토민속)로 지정한다.